# Paratettix africanus
Paratettix africanus är en insektsart som beskrevs av Bolívar, I. 1908. Paratettix africanus ingår i släktet Paratettix och familjen torngräshoppor. Inga underarter finns listade i Catalogue of Life.